# Нижні Осельки
Нижні Осельки (рос. Нижние Осельки) — присілок у Всеволожському районі Ленінградської області Російської Федерації.
Населення становить 87 осіб. Належить до муніципального утворення Лесколовське сільське поселення.

## Історія
Від 1 серпня 1927 року належить до Ленінградської області.

## Населення
| 1939 | 1958 | 1997 | 2002 | 2007 | 2010 | 2013 |
| ---- | ---- | ---- | ---- | ---- | ---- | ---- |
| 438  | ↘198 | ↘129 | ↗150 | ↘49  | ↗57  | ↗92  |
| 2017 |      |      |      |      |      |      |
| ↘87  |      |      |      |      |      |      |